# 任天堂公式ガイドブック
『任天堂公式ガイドブックシリーズ』（にんてんどうこうしきガイドブックシリーズ）は、小学館のムックレーベル「ワンダーライフスペシャル」が1991年から2018年まで出版していた任天堂のゲーム攻略本シリーズ。
1991年～1996年頃まではエイプが編集・監修を手がけ、それ以降は小学館が出版と編集を手がけていた。
1990年代当時、英語の多用、コラム、四コマ漫画、インタビューの掲載などで他の攻略本にも大きな影響を与えた。
なお小学館はこのシリーズ以前から、コロコロコミック特別編集の攻略ガイドも出版しており、こちらはレベルファイブ関連作やポケモン関連作などで現在も続行していて、2014年には「妖怪ウォッチ2」の攻略本で94.1万部の大ヒットを記録している。
発売当初のキャッチコピーは「みなぎる勇気。わき出る自信。」

## 概要
1989年発売の「マザー百科」の流れを汲み、1991年から1996年頃までは、コピーライターの糸井重里と任天堂取締役社長（当時）の山内博が設立したエイプが編集を手がけ、小学館は出版をしていた。写真や英語を多用し、攻略本としてだけではなく、コラムや四コママンガ、開発者インタビューなども収載されていた。これは、1989年に発売された同じ糸井重里氏責任編集の「マザー百科」にも収載されていたものであり、当時は攻略本にこのようなインタビューやコラムが収載されることがなく、画期的なものであった。
1995年にはゲームプロデューサーの石原恒和が独立するなど、エイプはゲーム等のコンテンツに関する知的財産権の管理会社となり、1996年6月以降は主に小学館が編集も手がけるようになった。ただし、1997年発売の「糸井重里のバス釣りNO.1」や2000年発売の「糸井重里のバス釣りNO.1 決定版！」はエイプ編集だった。また、1997年発刊の「ポケットモンスター 赤・緑・青全対応 改訂版」、2010年発刊の「スーパーマリオコレクション 新装復刻版」など、改訂版・復刻版にはエイプも名前を連ねている。
2001年には小学館より任天堂公式ガイドeブック「21010net（ニンテンドーネット）」が開設されて、1996年以降の一部作品を閲覧・購入することができた。同シリーズの新刊情報やニンテンドーDSやWiiの気になる情報を伝えるためのメールマガジンも無料で展開していた。
2018年3月発行の『星のカービィ スターアライズ』を最後に、当シリーズの攻略本は発行されていない。

## 主な作品（エイプ編集時代）
- SFC スーパーマリオワールド - 第1作目。1991年1月1日発行　各コースにキャッチコピー、イメージ写真の挿入、四コママンガ、コラム、開発者インタビューなどシリーズのイメージを確立させた一冊。マップは手書きだった。
- SFC シムシティー - 1991年6月10日発行
- SFC スーパーマリオワールド 完結編 - 1991年7月10日発行　初めて全マップに写真を使用。
- SFC ゼルダの伝説神々のトライフォース 上-1992年1月10日発行（下-1992年3月10日発行）　「ゼル伝ドリル」と称したテスト形式の問題を掲載。
- SFC スーパーマリオコレクション - 1993年8月31日発行　ゲーム業界の枠に留まらず、著名人のマリオやゲームに対するコメントを多数掲載。
- SFC スーパードンキーコング-1994年12月20日発行　B5版の当時の攻略本としては異例のビックサイズでの刊行。この攻略本以降はB5サイズの攻略本も増えた。ただし、この頃からコラムのページが激減した。
- GB 星のカービィ2-1995年4月20日発行　マップ上に数字を置き、マップ外側に数字に対応する説明文を配置する、後の攻略本の王道となるつくりだった。また当シリーズでも以後このタイプの本が増えた。
- SFC ヨッシーアイランド-1995年8月1日発行　B5サイズ。
- GB スーパードンキーコングGB-1995年9月20日発行
- SFC スーパードンキーコング2-1996年1月1日発行B5サイズ。この頃からインタビューやコラムは無くなっていった。
- GB ポケットモンスター - 1996年4月10日発行
- SFC スーパーマリオRPG 完全攻略版 - 1996年5月10日発行
- GB ポケットモンスター 赤・緑・青全対応 改訂版 - 1997年1月10日発行
- SFC 糸井重里のバス釣りNo.1 - 1997年4月16日発行
- Wii スーパーマリオコレクション 新装復刻版 - 2010年11月18日発行

## 主な作品（小学館編集時代）
- SFC ファイアーエムブレム 聖戦の系譜 - 小学館編集による最初の新刊。1996年6月1日発行
- N64 スーパーマリオ64-1996年8月20日　B5版。インタビューやミニ漫画を収録。
- N64 ウエーブレース64 - 1996年11月1日発行 B5版
- SFC スーパードンキーコング3-1997年1月10日発行　B5版でエイプ編集時代の同シリーズの攻略本を踏襲したつくり。
- N64 マリオカート64-1997年2月10日発売　B5版。コラムを挟みつつ巻末にインタビューというつくり。
- N64 ヨッシーストーリー-1998年2月20日発売　B5版、巻末に開発者インタビュー。
- N64 ゼルダの伝説 時のオカリナ-1998年12月20日発売　この本からサイズをA5に統一。また背表紙のデザインも統一された。サイズと背表紙は2018年現在でも変わっていない。
- スマブラ拳!! スマッシュブラザーズ秘伝の書-2000年1月1日発売　桜井政博氏が執筆監修。
- GB ポケットモンスター金銀ぼうけんマップ-2000年1月20日
- GC ピクミン-2002年1月1日発行　巻末にインタビュー。特別付録にペーパークラフト。
- GC どうぶつの森+-2002年2月10日発売　特別付録にアイコン＆とけいCD-ROM。
- DS おいでよどうぶつの森-2006年2月1日発売　巻末に四コマ漫画、付録にカレンダー。
- Wii ドンキーコングリターンズ-2011年2月9日発売
- ハイラル・ヒストリア ゼルダの伝説 大全 - 2011年12月21日発行
- Wii U ゼルダの伝説 風のタクト HD - 2013年11月5日発行
- 3DS 星のカービィ ロボボプラネット - 2016年4月28日発行
- 3DS とびだせ どうぶつの森 - 2016年12月1日発行
- Switch Splatoon2 - 2017年7月21日発行
- Switch 星のカービィ スターアライズ - 2018年3月18日発行